# Brigade des mœurs
Brigade des mœurs è un film del 1959 diretto da Maurice Boutel.

## Trama
Il commissario Masson della Brigade des mœurs nel 1958 a Parigi sta conducendo con un giornalista delle indagini su una presunta tratta di schiavi tra l'Europa e l'Oriente. Presto un cabaret gestito da Clovis e in cui canta Dalida finisce al centro dei loro sospetti insieme a un'agenzia matrimoniale tenuta da Mme Irma, che tuttavia sembra dare qualche garanzia. Malgrado molti indizi, le prove non ci sono. La fidanzata del giornalista decide quindi di prestarsi al gioco inscenato dal commissario e la rete criminale viene smascherata e smantellata.

## Distribuzione

### Date di uscita
Il film è stato distribuito in Francia il 18 marzo 1959, e in Finlandia (Interpol paljastaa) il 23 settembre 1960.

### Divieti
In Francia il film al momento della distribuzione era stato vietato ai minori di 16 anni.

### Edizione home video
Nel 2007 il film è stato distribuito in home video.